# 德比大学
德比大学（英語：University of Derby）坐落于英国德比郡德比，是一所1992年成立的新大學。大学的主校区位于德比市西北阿莱斯特里的Kedleston路，紧靠A38公路，大学的另一个校区坐落于Buxton市。校区拥有的建筑被评为国家二级保护建筑，直径145英尺的穹顶为英国第一，胜于伦敦的圣彼得教堂。2006年，新校区的奠基仪式由查尔斯王子出席。

## 學術
大学提供近300项本科课程， 并有短期课程，大学预科和研究生课程。大学的课程设置比较灵活，容许学生自由选择并组合由四个校区提供的40多个学科。國內排名一般在90位左右。